# رياض عطاري
رياض عطاري (9 مايو 1963- ) سياسي وناشط اجتماعيّ فلسطيني، شغل منصب وزير وزارة الزراعة الفلسطينية ضمن حكومة محمد اشتية بين عامي 2019 و2024. وهو عضو في المجلس الوطني الفلسطيني

## النشأة والتحصيل العلمي
وُلد رياض محمد يوسف عطاري في بلدة عرابة بمحافظة جنين شمال الضفة الغربية. وحصل على درجة الماجستير في علم الاجتماع والتنميّة ورسم السياسات من جامعة بيرزيت.

## الحياة العملية
كان عضوًا في مجلس طلبة جامعة بيرزيت ممثلاً عن الجبهة الديمقراطية في لجنة متابعة النشاط الطلابي ولجنة متابعة شؤون المطاردين عام 1987 برئاسة مروان البرغوثي.
شارك في عام 1989 في تأسيس الاتحاد الديمقراطي الفلسطيني - فدا. ترشح في الانتخابات التشريعية الفلسطينية 2006 ضمن دائرة جنين.
في 13 أبريل 2019، أدى رياض عطاري اليمين الدستورية وزيرًا للزراعة الفلسطينية ضمن حكومة محمد اشتية واستمر بالمنصب حتى 31 مارس 2024.